# Batalla de Bairén
La batalla de Bairén se libró entre las fuerzas de Rodrigo Díaz el Campeador, en coalición con las del rey Pedro I de Aragón y Pamplona y su hermano, futuro rey Alfonso I el Batallador contra los almorávides de Muhammad ibn Tasufin.
Rodrigo Díaz, que el 17 de junio de 1094 había conquistado Valencia, y Pedro I de Aragón se habían reunido en junio de 1094 en Burriana para concertar una alianza a fin de hacer frente a los almorávides. En virtud de este pacto, el Cid partirá en diciembre de 1096 con ayuda de tropas aragonesas para abastecer de municiones y víveres su fortaleza del castillo de Peña Cadiella, restaurada por el propio Campeador en octubre de 1091 para dominar los accesos a Valencia desde del sur por la ruta interior en el curso de las operaciones de dominio sobre Levante que el Campeador había emprendido antes de la llegada de los norteafricanos. Cuatro años más tarde, en 1095, los almorávides controlaban Játiva y Gandía.
Muhammad ibn Tasufin, comandante en jefe del ejército islámico, salió al encuentro de las tropas conjuntas cristianas en Játiva. Desde esa posición amenazaba al Cid y Pedro I quienes, a pesar de todo, consiguieron llegar a Peña Cadiella y abastecerla. Rápidamente, comenzaron el regreso hacia el este, tomando la ruta de la costa, pensando que era menos peligrosa que atravesar los desfiladeros situados entre Denia y Játiva, dos grandes poblaciones dominadas por los almorávides. Transcurría el mes de enero de 1097.
Mientras el Cid y el rey de Aragón avanzaban hacia el norte, acampando en Bairén, un lugar situado pocos kilómetros al norte de Gandía, el ejército almorávide había tomado el promontorio de Mondúver (una altitud de 841 metros cercana al mar), desde donde hostigaban el campamento cidiano. Además, el general Muhámmad había conseguido llevar una flota compuesta por naves almorávides y andalusíes al mismo punto, desde donde arqueros y ballesteros islámicos combatían entre dos fuegos a las tropas cidiano-aragonesas.
La situación parecía desesperada, pero el Cid arengó una mañana a sus tropas para conminarlas a llevar a cabo una carga frontal con toda la caballería rompiendo las filas enemigas por su centro. Al mediodía se efectuó el ataque con toda la energía posible, que sorprendió por su arrojo a las posiciones almorávides, que cedieron y posteriormente huyeron en desbandada. La desorganización de la retirada provocó que muchos guerreros musulmanes murieran ahogados en el río que tenían a su espalda o en el mar al intentar alcanzar las naves almorávides para ponerse a salvo. El ejército cristiano consiguió un gran botín en la persecución posterior a la victoria y el paso franco hacia la ciudad de Valencia.